# Шурина (Бакау)
Шурина (рум. Șurina) насеље је у Румунији у округу Бакау у општини Гарлени. Oпштина се налази на надморској висини од 191 m.

## Становништво
Према подацима из 2002. године у насељу је живело 156 становника, од којих су сви румунске националности.